# 二見史郎
二見 史郎（ふたみ しろう、1928年 - ）は、日本の美術史家。愛知県立芸術大学名誉教授。ファン・ゴッホの研究を主要なテーマとしている。

## 来歴
神奈川県生まれ。1951年東京大学文学部哲学科卒業。愛知県立芸術大学教授、日本大学大学院芸術学研究科教授を務めた。

## 著書
- 抽象の形成 ゴッホからモンドリアンまで （紀伊國屋新書 1970年、復刻単行版 1994年1月）
- 抽象芸術の誕生 （紀伊國屋書店 1980年8月）
- ファン・ゴッホ詳伝 （みすず書房 2010年11月）

### 翻訳
- 東欧革命の内幕 ジョージ・ミケシュ（みすず書房 1958年）
- ファン・ゴッホ書簡全集（宇佐見英治・島本融・粟津則雄共訳、全3巻 みすず書房 1963年）、限定版
  - ファン・ゴッホ書簡全集（全6巻、みすず書房 1969-1970年、新版1984年）、改訂版
- 近代彫刻史 ハーバート・リード（紀伊國屋書店 1965年）
- 未知の古代文明ディルムン アラビア湾にエデンの園を求めて ジョフレー・ビビー（矢島文夫共訳 平凡社 1975年）
- 画家のノート アンリ・マティス（みすず書房 1978年、新装版2023年ほか）
- モダン・アート 19-20世紀美術研究 メイヤー・シャピロ（みすず書房 1984年1月）
- アルルのファン・ゴッホ ロナルド・ピックヴァンス（みすず書房 1986年12月）
- 棒馬考 イメージの読解 エルンスト・ゴンブリッチ（谷川渥・横山勝彦共訳 勁草書房 1988年6月）
- ファン・ゴッホとミレー（ルイ・ファン・ティルボルフ編、画集解説、辻井忠男共訳 みすず書房 1994年10月）
- ファン・ゴッホの手紙 （圀府寺司共編訳 みすず書房 2001年11月、新装版2017年7月）
- セザンヌ アレックス・ダンチェフ（蜂巣泉・辻井忠男共訳、みすず書房 2015年11月）

## 参考
- 著書の略歴